# Colchicum haynaldii
Colchicum haynaldii là một loài thực vật có hoa trong họ Colchicaceae. Loài này được Heuff. miêu tả khoa học đầu tiên năm 1858.